# هاریس الکسیو
هاریس الکسیو (به یونانی: Χάρις Αλεξίου) خواننده یونانی است. وی از سال ۱۹۷۰ میلادی تاکنون مشغول فعالیت بوده است. وی یکی از مشهورترین خواننده‌ها در یونان بوده و از دهه هفتاد میلادی از لحاظ تجاری موفق بوده است. وی همچنین برنده جوایز متعددی شده است. او تاکنون بیش از سی آلبوم ضبط کرده و در آلبوم‌های سایر موسیقی‌دانان نیز حضور داشته است.
در گازیمیر در استان ازمیر ترکیه خیابانی به نام وی نام‌گذاری شده است.